# Gianluca Lapadula
Gianluca Lapadula Vargas (Torino, 7 febbraio 1990) è un calciatore italiano naturalizzato peruviano, attaccante dello Spezia e della nazionale peruviana.

## Biografia
È nato a Torino da padre di Savelletri, frazione di Fasano (in provincia di Brindisi), e madre peruviana. Ha un fratello più grande di due anni, Davide, anch'egli calciatore di ruolo attaccante, militante nelle categorie dilettantistiche.

## Caratteristiche tecniche
Centravanti dinamico e forte fisicamente, possiede un piede sinistro dal tiro potente e un notevole fiuto del gol sotto porta, sa interpretare anche il ruolo di ala destra o sinistra. Si definisce una seconda punta, che sa adattarsi anche ai ruoli di esterno destro o sinistro. Oltre alle caratteristiche tecniche, viene spesso lodato poiché dimostra temperamento e rabbia agonistica fuori dal comune.

## Carriera

### Club

#### Gli inizi
Ha iniziato a giocare a calcio nella Juventus, dove ha ricoperto per due anni il ruolo di portiere, per poi venire spostato a centrocampo, nel ruolo di trequartista e infine, all'età di 14 anni, in attacco. Nelle giovanili del club bianconero è rimasto fino al 2004, anno in cui è passato al Rivoli-Collegno. Due anni dopo è stato girato al Treviso e in seguito alla Pro Vercelli. Nella stagione 2008-2009 ha giocato in Lega Pro Seconda Divisione con la maglia dell'Ivrea. Nel 2009 viene ingaggiato dal Parma e viene impiegato nel Campionato Primavera. Nel luglio 2010 viene girato in prestito all'Atletico Roma. Dopo una parentesi sempre in prestito al Ravenna, nella stagione 2011-2012 segna 24 reti con la maglia del San Marino in Lega Pro Seconda Divisione diventando capocannoniere del girone A e aiutando la sua squadra a essere promossa in Lega Pro Prima Divisione.
Nel giugno 2012 viene acquistato in comproprietà dal Cesena dove non riesce a imporsi, anche a causa di un infortunio. La sua avventura con i bianconeri, con cui ha disputato 9 partite in Serie B, finisce già nel gennaio 2013, quando passa al Frosinone. Dopo che la compartecipazione tra Cesena e Parma viene risolta a favore di quest'ultima squadra, nel luglio 2013 viene ceduto in prestito al club sloveno del Gorica. Con questa maglia segna 13 gol in 31 partite, tra campionato e coppa nazionale, che vince insieme ai suoi compagni ottenendo così la qualificazione al secondo turno preliminare di UEFA Europa League 2014-2015.

#### Teramo e Pescara
Nel luglio 2014 passa al Teramo. Con 21 reti raggiunge il secondo posto nella classifica dei marcatori della Lega Pro 2014-2015, con una rete in meno rispetto al compagno di reparto Alfredo Donnarumma.
Dopo il fallimento del Parma rimane svincolato e nel luglio 2015 viene ingaggiato a parametro zero dal Pescara, partecipante al campionato di Serie B. Nella stagione regolare del campionato cadetto 2015-2016, in 40 presenze, sigla 27 reti (senza segnare su rigore), guadagnando il titolo di capocannoniere del torneo cadetto e conducendo il Pescara al quarto posto, valido per i play-off. In 4 presenze nei play-off realizza poi 3 reti, di cui una nella finale di andata in casa contro il Trapani, risultando decisivo per portare il Pescara alla promozione in Serie A a 3 anni dall'ultima apparizione del club nella massima categoria.

#### Milan
Il 24 giugno 2016 è acquistato dal Milan per 9 milioni di euro (più uno di bonus). Il successivo 27 agosto esordisce con la maglia rossonera e in Serie A nella partita contro il Napoli, subentrando a Suso all'86'. Il 6 novembre 2016 segna il gol del definitivo 2-1 contro il Palermo, suo primo gol in Serie A e con la maglia del Milan. Due partite dopo realizza la prima doppietta nella massima serie, nella vittoria esterna per 4-1 sull'Empoli. Il 4 dicembre sigla il gol del definitivo 2-1 nella sfida contro il Crotone, realizzando a San Siro il suo centesimo gol tra i professionisti. Il 23 dicembre 2016 vince la Supercoppa italiana: il Milan si impone sulla Juventus per 5-4 ai tiri di rigore, sebbene Lapadula fallisca il proprio tentativo di realizzazione dal dischetto. In totale con la maglia rossonera colleziona 29 presenze stagionali, siglando 8 gol.

#### Genoa
Il 18 luglio 2017 passa in prestito con obbligo di riscatto (fissato a 5 milioni di euro) al Genoa, sempre in Serie A. Trova il primo gol su calcio di rigore il 26 novembre 2017, alla 14ª giornata, nella partita pareggiata per 1-1 in casa contro la Roma. Si ripete il 23 dicembre sempre su rigore, decidendo per 1-0 la gara contro il Benevento, e riportando il grifone alla vittoria interna in campionato che mancava da 7 mesi. Marca un altro gol su rigore contro la SPAL. Segna il suo primo gol su azione il 3 aprile 2018, nella gara vinta per 2-1 contro il Cagliari. Termina la prima stagione genoana con 6 reti complessive in 29 match giocati.
Nella stagione successiva esordisce soltanto alla quattordicesima giornata, nella gara persa per 2-1 il 2 dicembre 2018 in casa del Torino, subentrando a Hiljemark. Il 6 dicembre torna al gol, nella partita del quarto turno di Coppa Italia persa dal Genoa ai tiri di rigore, dopo il 3-3 finale, contro l'Entella, proprio a causa del suo errore dal dischetto. Il 28 aprile 2019 torna alla rete in Serie A, siglando il gol del pareggio nella gara esterna contro la SPAL finita 1-1.

#### Lecce
Il 12 luglio 2019 si accasa al Lecce, neopromosso in Serie A, con la formula del prestito con il diritto di riscatto, fissato a 2,5 milioni di euro. Esordisce in maglia giallorossa il 18 agosto seguente in un match di Coppa Italia contro la Salernitana, contribuendo con una doppietta alla vittoria della compagine salentina per 4-0. Il 30 ottobre si sblocca anche in campionato, siglando il gol del momentaneo vantaggio in casa della Sampdoria, nella partita finita 1-1. Va a segno anche nelle successive tre sfide di campionato, in casa contro il Sassuolo (2-2), in trasferta contro la Lazio (4-2 per i biancocelesti) e in casa contro il Cagliari (2-2), partita dove viene espulso per una rissa con il portiere Robin Olsen. in tal modo trova per la prima volta prima tre e poi quattro gol in quattro giornate consecutive in massima serie. La prima doppietta in campionato con la maglia dei salentini risale al 9 febbraio 2020, nella partita vinta in casa del Napoli (2-3). Con il club leccese supera, per la prima volta in carriera, la doppia cifra in una stagione di massima serie, marcando 11 gol in 25 presenze in campionato.

#### Benevento
Rientrato al Genoa, il 2 settembre 2020 viene ceduto a titolo definitivo al Benevento, che versa nelle casse genoane 3 milioni di euro. Il suo esordio avviene il 26 settembre, in occasione della vittoriosa trasferta in casa della Sampdoria, mentre il 4 ottobre realizza la sua prima rete, decisiva per il successo dei sanniti sul Bologna (1-0). Nelle prime sei giornate del campionato 2020-2021 realizza tre gol, facendo registrare il suo migliore avvio in Serie A in termini realizzativi. Chiude con 8 gol in 36 presenze il campionato terminato con la retrocessione dei campani in Serie B.
Nel campionato di Serie B 2021-2022 segna 10 gol in 15 partite, prima di finire ai margini della rosa per dissidi con la società dovuti a ragioni di mercato. Reintegrato dopo la fine del mercato invernale, torna in campo il 23 febbraio nella ripresa di Benevento-Como (5-0). Con i campani realizza due reti nei play-off per la promozione (contro Ascoli e Pisa), ma le marcature non si rivelano sufficienti per portare in Serie A la sua squadra, eliminata in semifinale dal Pisa. Termina la sua seconda stagione con la maglia del Benevento con un bilancio di 13 reti in 24 presenze.

#### Cagliari
Il 25 luglio 2022 viene reso ufficiale il suo passaggio a titolo definitivo al Cagliari, in Serie B, con cui debutta ufficialmente il 5 agosto successivo, subentrando al 60' al posto di Gastón Pereiro nella partita casalinga di Coppa Italia vinta per 3-2 contro il Perugia e segnando su calcio di rigore dopo 20 minuti. Il 10 settembre segna la sua prima rete in campionato, nella partita vinta 0-2 in casa del Benevento, mentre il 10 marzo 2023 è protagonista nella vittoria casalinga sull'Ascoli, battuto in rimonta per 4-1, in cui realizza una doppietta e fornisce a Mancosu l'assist per il provvisorio raddoppio rossoblù. A fine mese verrà premiato dall'AIC come Miglior calciatore di Serie B.
Nel 2022-2023 si laurea capocannoniere del campionato di Serie B per la seconda volta in carriera, avendo realizzato 21 reti in 36 presenze nella regular season, oltre ai 4 gol nelle sue cinque gare disputate ai play-off contro il Venezia (doppietta che sancisce il 2-1 finale), Parma (a segno su rigore nella vittoria in rimonta per 3-2) e Bari (1-1). Conquistata la Serie A con i sardi, di cui è costretto a saltare l'inizio per via di un infortunio occorsogli in un'amichevole pre-campionato, fa il suo ritorno in campo cinque mesi più tardi, il 1º novembre agli ottavi di finale di Coppa Italia contro l'Udinese, battuto per 2-1, dove subentra al 76' al posto di Paulo Azzi e segna allo scadere dei tempi supplementari il gol-vittoria dei rossoblù.
L'11 dicembre 2023, torna a segnare in Serie A, firmando la rete del pareggio contro il Sassuolo, partita poi vinta in rimonta per 2-1. Il 19 maggio 2024, segna una delle due reti del successo per 2-0 in casa del Sassuolo, contribuendo così alla salvezza diretta dei sardi.

#### Spezia
Il 31 gennaio 2025 viene acquistato dallo Spezia. Il giorno dopo esordisce subito con gli spezzini nella partita in casa del Cittadella, vinta per 2-0, entrando al posto di Giuseppe Di Serio al 64'. Il 6 aprile segna le sue prime reti con i liguri, firmando entrambe le marcature del successo per 2-0 nel derby contro la Sampdoria.

#### Nazionale italiana
Nel maggio del 2016 rifiuta la convocazione della nazionale peruviana per la Coppa America Centenario, in attesa di un'eventuale chiamata dalla nazionale italiana, che arriva nel novembre dello stesso anno: dopo il forfait di Manolo Gabbiadini, Lapadula è convocato dal CT Gian Piero Ventura per la sfida contro il Liechtenstein (valida per le qualificazioni al campionato del mondo del 2018), durante la quale non risulta nemmeno in panchina, e per l'amichevole contro la Germania, sfida in cui è in panchina, ma non scende in campo. Il 31 maggio 2017 fa il suo esordio con la casacca azzurra nella partita amichevole non ufficiale vinta per 8-0 contro San Marino, realizzando nell'occasione una tripletta, ma in seguito non viene più chiamato in nazionale.

#### Nazionale peruviana
Il 26 ottobre 2020 avvia l'iter per l'ottenimento della nazionalità peruviana e quattro giorni dopo viene inserito dal CT della Blanquirroja Ricardo Gareca nella lista dei convocati per le partite contro Cile ed Argentina valide per le qualificazioni al campionato mondiale del 2022. Debutta il 14 novembre, subentrando al 59' al posto di Raúl Ruidíaz nella partita persa contro il Cile per 2-0, mentre il 23 giugno 2021 realizza il suo primo gol in nazionale, dando il via alla rimonta contro l'Ecuador nella terza partita della fase a gironi di Coppa America 2021, competizione chiusa dai peruviani al quarto posto e in cui Lapadula realizza altre due reti al Paraguay ai quarti (vinti per 4-3 dopo i tiri di rigore) e Colombia nella finale per il terzo posto (persa per 3-2). Saranno tre anche i suoi gol nelle qualificazioni al campionato del mondo 2022, in cui i peruviani accedono allo spareggio intercontinentale contro l'Australia e perdono ai rigori, nonostante Lapadula fosse riuscito a mettere a segno il proprio tentativo dagli undici metri.
Il 23 marzo 2024 scende in campo per la prima volta con la fascia di capitano in occasione della partita amichevole disputata a Lima contro il Nicaragua, in cui peraltro segna il gol del definitivo 2-0.

## Statistiche

### Presenze e reti nei club
Statistiche aggiornate al 9 maggio 2025.
| Stagione         | Squadra          | Campionato       | Campionato | Campionato | Coppe nazionali | Coppe nazionali | Coppe nazionali | Coppe continentali | Coppe continentali | Coppe continentali | Altre coppe | Altre coppe | Altre coppe | Totale | Totale |
| Stagione         | Squadra          | Comp             | Pres       | Reti       | Comp            | Pres            | Reti            | Comp               | Pres               | Reti               | Comp        | Pres        | Reti        | Pres   | Reti   |
| ---------------- | ---------------- | ---------------- | ---------- | ---------- | --------------- | --------------- | --------------- | ------------------ | ------------------ | ------------------ | ----------- | ----------- | ----------- | ------ | ------ |
| 2007-2008        | Pro Vercelli     | C2               | 4          | 0          | CI-C            | 0               | 0               | -                  | -                  | -                  | -           | -           | -           | 4      | 0      |
| 2008-2009        | Ivrea            | 2D               | 18         | 0          | CI-LP           | 2               | 0               | -                  | -                  | -                  | -           | -           | -           | 20     | 0      |
| 2009-2010        | Parma            | A                | 0          | 0          | CI              | 0               | 0               | -                  | -                  | -                  | -           | -           | -           | 0      | 0      |
| 2010-gen. 2011   | Atletico Roma    | 1D               | 0          | 0          | CI+CI-LP        | 1+3             | 0+1             | -                  | -                  | -                  | -           | -           | -           | 4      | 1      |
| gen.-giu. 2011   | Ravenna          | 1D               | 6+1        | 1          | CI+CI-LP        | -               | -               | -                  | -                  | -                  | -           | -           | -           | 7      | 1      |
| 2011-2012        | San Marino       | 2D               | 35         | 24         | CI-LP           | 4               | 0               | -                  | -                  | -                  | -           | -           | -           | 39     | 24     |
| 2012-gen. 2013   | Cesena           | B                | 9          | 0          | CI              | 2               | 1               | -                  | -                  | -                  | -           | -           | -           | 11     | 1      |
| gen.-giu. 2013   | Frosinone        | 1D               | 6          | 0          | CI+CI-LP        | -               | -               | -                  | -                  | -                  | -           | -           | -           | 6      | 0      |
| 2013-2014        | Gorica           | 1. SNL           | 28         | 11         | CS              | 4               | 3               | -                  | -                  | -                  | -           | -           | -           | 32     | 14     |
| 2014-2015        | Teramo           | LP               | 38         | 21         | CI+CI-LP        | 1+1             | 2+1             | -                  | -                  | -                  | SL-LP       | 2           | 1           | 42     | 25     |
| 2015-2016        | Pescara          | B                | 40+4       | 27+3       | CI              | 2               | 0               | -                  | -                  | -                  | -           | -           | -           | 46     | 30     |
| 2016-2017        | Milan            | A                | 27         | 8          | CI              | 1               | 0               | -                  | -                  | -                  | SI          | 1           | 0           | 29     | 8      |
| 2017-2018        | Genoa            | A                | 28         | 6          | CI              | 1               | 0               | -                  | -                  | -                  | -           | -           | -           | 29     | 6      |
| 2018-2019        | Genoa            | A                | 8          | 1          | CI              | 1               | 1               | -                  | -                  | -                  | -           | -           | -           | 9      | 2      |
| Totale Genoa     | Totale Genoa     | Totale Genoa     | 36         | 7          |                 | 2               | 1               |                    | -                  | -                  |             | -           | -           | 38     | 8      |
| 2019-2020        | Lecce            | A                | 25         | 11         | CI              | 2               | 2               | -                  | -                  | -                  | -           | -           | -           | 27     | 13     |
| 2020-2021        | Benevento        | A                | 37         | 8          | CI              | 0               | 0               | -                  | -                  | -                  | -           | -           | -           | 37     | 8      |
| 2021-2022        | Benevento        | B                | 21+3       | 11+2       | CI              | 1               | 0               | -                  | -                  | -                  | -           | -           | -           | 25     | 13     |
| Totale Benevento | Totale Benevento | Totale Benevento | 58+3       | 19+2       |                 | 1               | 0               |                    | -                  | -                  |             | -           | -           | 62     | 21     |
| 2022-2023        | Cagliari         | B                | 36+5       | 21+4       | CI              | 2               | 1               | -                  | -                  | -                  | -           | -           | -           | 43     | 26     |
| 2023-2024        | Cagliari         | A                | 23         | 3          | CI              | 1               | 1               | -                  | -                  | -                  | -           | -           | -           | 24     | 4      |
| 2024-gen. 2025   | Cagliari         | A                | 12         | 0          | CI              | 3               | 1               | -                  | -                  | -                  | -           | -           | -           | 15     | 1      |
| Totale Cagliari  | Totale Cagliari  | Totale Cagliari  | 71+5       | 24+4       |                 | 6               | 3               |                    | -                  | -                  |             | -           | -           | 82     | 31     |
| gen.-giu. 2025   | Spezia           | B                | 12         | 4          | CI              | -               | -               | -                  | -                  | -                  | -           | -           | -           | 12     | 4      |
| Totale carriera  | Totale carriera  | Totale carriera  | 413+13     | 157+9      |                 | 32              | 14              |                    | -                  | -                  |             | 3           | 1           | 461    | 181    |

### Cronologia presenze e reti in nazionale
| Cronologia completa delle presenze e delle reti in nazionale ― Perù | Cronologia completa delle presenze e delle reti in nazionale ― Perù | Cronologia completa delle presenze e delle reti in nazionale ― Perù | Cronologia completa delle presenze e delle reti in nazionale ― Perù | Cronologia completa delle presenze e delle reti in nazionale ― Perù | Cronologia completa delle presenze e delle reti in nazionale ― Perù | Cronologia completa delle presenze e delle reti in nazionale ― Perù | Cronologia completa delle presenze e delle reti in nazionale ― Perù |
| Data                                                                | Città                                                               | In casa                                                             | Risultato                                                           | Ospiti                                                              | Competizione                                                        | Reti                                                                | Note                                                                |
| ------------------------------------------------------------------- | ------------------------------------------------------------------- | ------------------------------------------------------------------- | ------------------------------------------------------------------- | ------------------------------------------------------------------- | ------------------------------------------------------------------- | ------------------------------------------------------------------- | ------------------------------------------------------------------- |
| 13-11-2020                                                          | Santiago del Cile                                                   | Cile                                                                | 2 – 0                                                               | Perù                                                                | Qual. Mondiali 2022                                                 | -                                                                   | 59’                                                                 |
| 17-11-2020                                                          | Lima                                                                | Perù                                                                | 0 – 2                                                               | Argentina                                                           | Qual. Mondiali 2022                                                 | -                                                                   |                                                                     |
| 4-6-2021                                                            | Lima                                                                | Perù                                                                | 0 – 3                                                               | Colombia                                                            | Qual. Mondiali 2022                                                 | -                                                                   | 65’ 71’                                                             |
| 8-6-2021                                                            | Quito                                                               | Ecuador                                                             | 1 – 2                                                               | Perù                                                                | Qual. Mondiali 2022                                                 | -                                                                   | 26’ 90+2’                                                           |
| 18-6-2021                                                           | Rio de Janeiro                                                      | Brasile                                                             | 4 – 0                                                               | Perù                                                                | Coppa America 2021 - 1º turno                                       | -                                                                   | 67’                                                                 |
| 21-6-2021                                                           | Goiânia                                                             | Colombia                                                            | 1 – 2                                                               | Perù                                                                | Coppa America 2021 - 1º turno                                       | -                                                                   | 83’                                                                 |
| 23-6-2021                                                           | Goiânia                                                             | Ecuador                                                             | 2 – 2                                                               | Perù                                                                | Coppa America 2021 - 1º turno                                       | 1                                                                   | 78’                                                                 |
| 27-6-2021                                                           | Brasilia                                                            | Venezuela                                                           | 0 – 1                                                               | Perù                                                                | Coppa America 2021 - 1º turno                                       | -                                                                   | 83’                                                                 |
| 2-7-2021                                                            | Goiânia                                                             | Perù                                                                | 3 – 3 (4 – 3 dtr)                                                   | Paraguay                                                            | Coppa America 2021 - Quarti di finale                               | 1                                                                   |                                                                     |
| 5-7-2021                                                            | Rio de Janeiro                                                      | Brasile                                                             | 1 – 0                                                               | Perù                                                                | Coppa America 2021 - Semifinale                                     | -                                                                   |                                                                     |
| 9-7-2021                                                            | Brasilia                                                            | Colombia                                                            | 3 – 2                                                               | Perù                                                                | Coppa America 2021 - Finale 3º posto                                | 1                                                                   |                                                                     |
| 6-9-2021                                                            | Lima                                                                | Perù                                                                | 1 – 0                                                               | Venezuela                                                           | Qual. Mondiali 2022                                                 | -                                                                   | 74’                                                                 |
| 10-9-2021                                                           | Recife                                                              | Brasile                                                             | 2 – 0                                                               | Perù                                                                | Qual. Mondiali 2022                                                 | -                                                                   | 73’                                                                 |
| 10-10-2021                                                          | La Paz                                                              | Bolivia                                                             | 1 – 0                                                               | Perù                                                                | Qual. Mondiali 2022                                                 | -                                                                   | 67’                                                                 |
| 14-10-2021                                                          | Buenos Aires                                                        | Argentina                                                           | 1 – 0                                                               | Perù                                                                | Qual. Mondiali 2022                                                 | -                                                                   | 60’                                                                 |
| 12-11-2021                                                          | Lima                                                                | Perù                                                                | 3 – 0                                                               | Bolivia                                                             | Qual. Mondiali 2022                                                 | 1                                                                   | 69’                                                                 |
| 16-11-2021                                                          | Caracas                                                             | Venezuela                                                           | 1 – 2                                                               | Perù                                                                | Qual. Mondiali 2022                                                 | 1                                                                   | 88’                                                                 |
| 28-1-2022                                                           | Barranquilla                                                        | Colombia                                                            | 0 – 1                                                               | Perù                                                                | Qual. Mondiali 2022                                                 | -                                                                   | 84’                                                                 |
| 24-3-2022                                                           | Montevideo                                                          | Uruguay                                                             | 1 – 0                                                               | Perù                                                                | Qual. Mondiali 2022                                                 | -                                                                   | 77’                                                                 |
| 29-3-2022                                                           | Lima                                                                | Perù                                                                | 2 – 0                                                               | Paraguay                                                            | Qual. Mondiali 2022                                                 | 1                                                                   | 87’                                                                 |
| 5-6-2022                                                            | Cornellà de Llobregat                                               | Perù                                                                | 1 – 0                                                               | Nuova Zelanda                                                       | Amichevole                                                          | 1                                                                   | 75’                                                                 |
| 13-6-2022                                                           | Al Rayyan                                                           | Australia                                                           | 0 – 0 dts (5 – 4 dtr)                                               | Perù                                                                | Qual. Mondiali 2022                                                 | -                                                                   |                                                                     |
| 25-9-2022                                                           | Pasadena                                                            | Messico                                                             | 1 – 0                                                               | Perù                                                                | Amichevole                                                          | -                                                                   | 69’                                                                 |
| 28-9-2022                                                           | Washington                                                          | El Salvador                                                         | 1 – 4                                                               | Perù                                                                | Amichevole                                                          | 1                                                                   | 12’                                                                 |
| 25-3-2023                                                           | Magonza                                                             | Germania                                                            | 2 – 0                                                               | Perù                                                                | Amichevole                                                          | -                                                                   | 46’                                                                 |
| 28-3-2023                                                           | Madrid                                                              | Marocco                                                             | 0 – 0                                                               | Perù                                                                | Amichevole                                                          | -                                                                   | 90’                                                                 |
| 20-6-2023                                                           | Suita                                                               | Giappone                                                            | 4 – 1                                                               | Perù                                                                | Amichevole                                                          | -                                                                   |                                                                     |
| 16-11-2023                                                          | La Paz                                                              | Bolivia                                                             | 2 – 0                                                               | Perù                                                                | Qual. Mondiali 2026                                                 | -                                                                   | 56’                                                                 |
| 21-11-2023                                                          | Lima                                                                | Perù                                                                | 1 – 1                                                               | Venezuela                                                           | Qual. Mondiali 2026                                                 | -                                                                   |                                                                     |
| 22-3-2024                                                           | Lima                                                                | Perù                                                                | 2 – 0                                                               | Nicaragua                                                           | Amichevole                                                          | 1                                                                   |                                                                     |
| 26-3-2024                                                           | Lima                                                                | Perù                                                                | 4 – 1                                                               | Rep. Dominicana                                                     | Amichevole                                                          | -                                                                   | 60’                                                                 |
| 8-6-2024                                                            | Lima                                                                | Perù                                                                | 0 – 0                                                               | Paraguay                                                            | Amichevole                                                          | -                                                                   | 90’                                                                 |
| 14-6-2024                                                           | Filadelfia                                                          | El Salvador                                                         | 0 – 1                                                               | Perù                                                                | Amichevole                                                          | -                                                                   | 82’                                                                 |
| 21-6-2024                                                           | Arlington                                                           | Perù                                                                | 0 – 0                                                               | Cile                                                                | Coppa America 2024 - 1º turno                                       | -                                                                   |                                                                     |
| 26-6-2024                                                           | Kansas City                                                         | Perù                                                                | 0 – 1                                                               | Canada                                                              | Coppa America 2024 - 1º turno                                       | -                                                                   | 70’                                                                 |
| 30-6-2024                                                           | Miami Gardens                                                       | Argentina                                                           | 2 – 0                                                               | Perù                                                                | Coppa America 2024 - 1º turno                                       | -                                                                   | 56’                                                                 |
| 6-9-2024                                                            | Lima                                                                | Perù                                                                | 1 – 1                                                               | Colombia                                                            | Qual. Mondiali 2026                                                 | -                                                                   | 81’                                                                 |
| 10-9-2024                                                           | Quito                                                               | Ecuador                                                             | 1 – 0                                                               | Perù                                                                | Qual. Mondiali 2026                                                 | -                                                                   |                                                                     |
| 15-11-2024                                                          | Lima                                                                | Perù                                                                | 0 – 0                                                               | Cile                                                                | Qual. Mondiali 2026                                                 | -                                                                   | 63’                                                                 |
| 19-11-2024                                                          | Buenos Aires                                                        | Argentina                                                           | 1 – 0                                                               | Perù                                                                | Qual. Mondiali 2026                                                 | -                                                                   | 64’                                                                 |
| 20-3-2025                                                           | Lima                                                                | Perù                                                                | 3 – 1                                                               | Bolivia                                                             | Qual. Mondiali 2026                                                 | -                                                                   | 80’                                                                 |
| 25-3-2025                                                           | Maturín                                                             | Venezuela                                                           | 1 – 0                                                               | Perù                                                                | Qual. Mondiali 2026                                                 | -                                                                   | 83’                                                                 |
| Totale                                                              |                                                                     | Presenze                                                            | 42                                                                  |                                                                     | Reti                                                                | 9                                                                   |                                                                     |

## Palmarès

### Club
- Coppa di Slovenia: 1

Gorica: 2013-2014
- Supercoppa italiana: 1

Milan: 2016

### Individuale
- Capocannoniere della Lega Pro Seconda Divisione: 1

2011-2012 (Girone A, 24 gol)
- Capocannoniere della Serie B: 2

2015-2016 (27 gol), 2022-2023 (21 gol)